# Toby Alderweireld
Tobias Albertine Maurits "Toby" Alderweireld (født 2. marts 1989 i Antwerpen, Belgien) er en belgisk fodboldspiller, der spiller som midterforsvarer hos Royal Antwerp i den belgiske 1. Division A
Han har tidligere spillet for både Atletico Madrid og Ajax. Med Ajax var med til at sikre tre hollandske mesterskaber og én pokaltitel. Han har også tidligere været udlejet til Southampton

## Landshold
Alderweireld står (pr. november 2022) noteret for 125 kampe for Belgiens landshold, som han debuterede for i 2009 i et opgør mod Tjekkiet.

## Titler
Æresdivisionen
- 2011, 2012 og 2013 med Ajax

Hollands pokalturnering
- 2010 med Ajax

Johan Cruijff Schaal
- 2013 med Ajax

La Liga
- 2014 med Atlético Madrid